# Sybacodes lutulentus
Sybacodes lutulentus är en skalbaggsart som beskrevs av Leon Fairmaire 1896. Sybacodes lutulentus ingår i släktet Sybacodes och familjen Aphodiidae. Utöver nominatformen finns också underarten S. l. alternatus.